# Qūsheh Gonbad
Qūsheh Gonbad (persiska: قوشه گنبد) är en ort i Iran.   Den ligger i provinsen Östazarbaijan, i den nordvästra delen av landet, 400 km nordväst om huvudstaden Teheran. Qūsheh Gonbad ligger 1 643 meter över havet och antalet invånare är 416.
Terrängen runt Qūsheh Gonbad är huvudsakligen platt, men söderut är den kuperad. Runt Qūsheh Gonbad är det ganska tätbefolkat, med 62 invånare per kvadratkilometer. Närmaste större samhälle är Sharabīān, 16,7 km väster om Qūsheh Gonbad. Trakten runt Qūsheh Gonbad består i huvudsak av gräsmarker.